# Body and Soul (Al Cohn Zoot Sims)
Body and Soul è un album di Al Cohn e Zoot Sims, pubblicato dalla Muse Records nel 1973. Il disco fu registrato il 23 marzo 1973 a New York City, New York (Stati Uniti).

## Tracce
Lato A
1. Doodle Oodle – 6:54 (Billy Byers)
2. Emily – 7:19 (Johnny Mandel, Johnny Mercer)
3. Samba Medley – 8:01

Lato B
1. Mama Flosie – 5:43 (Al Cohn)
2. Body and Soul – 5:38 (Johnny Green, Edward Heyman, Robert Sour)
3. Jean – 6:03 (Rod McKuen)
4. Blue Hodge – 7:03 (Gary McFarland)

## Musicisti
- Al Cohn - sassofono tenore
- Zoot Sims - sassofono tenore, sassofono soprano
- Jaki Byard - pianoforte
- George Duvivier - contrabbasso
- Mel Lewis - batteria[3]